# 黑帶眼鏡蛇
黑帶眼鏡蛇屬（學名：Simoselaps）是蛇亞目眼鏡蛇科下的一個單型蛇屬，屬下只有黑帶眼鏡蛇（Vermicella calonotus）一種眼鏡蛇，是澳洲的特有種。在世界自然保護聯盟瀕危物種紅色名錄中目前隸屬「近危」（NT）級別。
1. ↑  世界自然保護聯盟瀕危物種紅色名錄：黑帶眼鏡蛇